# ケータイ刑事 THE MOVIE2 石川五右衛門一族の陰謀〜決闘!ゴルゴダの森

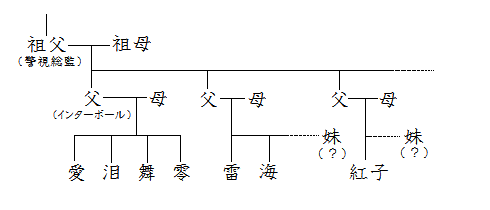
銭形家の家系図

『ケータイ刑事 THE MOVIE2 石川五右衛門一族の陰謀〜決闘!ゴルゴダの森』（ケータイでか ザ・ムービー・ツー いしかわごえもんいちぞくのいんぼう けっとう ゴルゴダのもり）は、2007年の日本映画。2002年よりBS-TBS（旧 BS-i）で放送されているテレビドラマシリーズ「ケータイ刑事 銭形シリーズ」の劇場版作品第2弾。

## 概要
警視総監を祖父に持つIQ180の女子高生が、携帯電話を武器に難事件を解決する刑事ドラマシリーズの劇場版作品第2弾。時系列では『ケータイ刑事 銭形雷』最終話直後ぐらいであるが、話の内容から軽い矛盾がある（例：ひょっこりひょう多もん島警察署署長補になっているはずの岡野が、警部補になっているなど）。なお劇中で雷が「四姉妹の長女」と言っているので、雷シスターズも四姉妹ということが判明した（妹たちの名前までは言及していない）。主題歌は小出早織の「ケータイ刑事」。オフィシャルブックの付属DVDには「ケータイ刑事」のプロモーションビデオが収録されている。
刑事ドラマ『噂の刑事トミーとマツ』におけるトミーとマツのコンビが、25年ぶりに復活することになった。また劇中の小ネタに前作同様にケータイ刑事の新シリーズ（テレビ版第6弾『ケータイ刑事 銭形海』）の役名とヒロインキャストの名前のヒントが隠されていた。
2007年3月10日、新宿トーアでの公開初日舞台挨拶において前回同様に、小出早織の「ケータイ刑事シリーズ」からの卒業式が行われ、小出はこれまでの苦労を思い出して感極まり号泣した。そして夏帆には前回同様再び皆勤賞が授与された。また舞台挨拶スタンプラリーなるものが実施され、初日3箇所（東京・大阪・京都）とそれ以降の東京6回分を全て制覇した参加者が5人おり、4月1日に丹羽多聞アンドリウプロデューサーからパーフェクト賞の表彰を受けた。

## ストーリー
岡野刑事が港区赤坂にある「ゴルゴダの森」で失踪。さらに、岡野を探しに行った雷までもが同じくゴルゴダの森で失踪してしまう。そこで二人を助けるべく、雷の従姉妹・零と岡野の元相棒である松山が出動。雷と零が力を合わせて、大泥棒・石川五右衛門の子孫を名乗る者たちと対決する。

## キャスト
- 銭形雷：小出早織
- 銭形零：夏帆
- 岡野富夫：国広富之
- 松山進：松崎しげる
- 柴田束志：大堀こういち
- 石川小百合：星野真里
- 佐々木浩介：長江英和
- とめばあちゃん：花原照子
- 池田山：津野岳彦
- ナレーション：林和義
- 警視庁アナウンス部 小林麻耶：小林麻耶
- 高村一平：草刈正雄(友情出演)
- 水野警視長：水野晴郎
- 難波一弘：宍戸錠

## スタッフ
- プロデューサー：丹羽多聞アンドリウ
- 監督：田沢幸治
- 脚本：林誠人
- 主題歌：ケータイ刑事（歌：小出早織、作詞：丹羽多聞アンドリウ、作曲：遠藤浩二）

## 公式グッズ
- ケータイ刑事THE MOVIE2 石川五右衛門一族の陰謀〜決闘ゴルゴダの森+TVシリーズ雷★零オフィシャルブック（2007年2月22日発売）
- ケータイ刑事 石川五右衛門一族の陰謀（文庫）（2007年2月22日発売）
- ケータイ刑事THE MOVIE2 オリジナル・サウンドトラック・アルバム（2007年2月28日発売）
- ケータイ刑事 銭形雷 / 小出早織style（アルケミスト、2007年3月10日発売）
- ケータイ刑事 銭形零 / 夏帆style（アルケミスト、2007年3月10日発売）
- ケータイ刑事THE MOVIE2 石川五右衛門一族の陰謀〜決闘ゴルゴダの森 DVD（2007年8月24日発売）